# 水滑石
水滑石（すいかっせき、英語: brucite、ブルーサイトまたはブルース石）とは、Mg(OH)2（水酸化マグネシウム）を主成分とする鉱物。六方晶系。ただし、滑石とは関係ないため、「ブルース石」の方が使われる傾向にある。
アメリカ合衆国ニュージャージー州で発見され、発見者のアーチボルド・ブルースを称えてフランソワ・シュルピス・ビューダンにより1824年に命名された。
蛇紋岩の分解に伴って生成する。
ブルース石グループを構成し、類似鉱物にポートランダイト（Ca(OH)2）、パイロクロアイト（Mn(OH)2）などがある。